# 27 Pułk Piechoty (II RP)
27 Pułk Piechoty (27 pp) – oddział piechoty Wojska Polskiego II RP.
Pułk stacjonował w Częstochowie. W kampanii wrześniowej 1939 roku walczył w składzie 7 Dywizji Piechoty.

## W walce o granice 1918-1921
11 listopada 1918 roku w Częstochowie powstał 27 pułk piechoty. Kompania pierwsza wzięła wkrótce udział w walkach z Czechami, a w końcu lutego 1919 została wysłana na front ukraiński, gdzie wcielono ją do 8 pułku piechoty Legionów. Ponadto pułk wysłał był już w listopadzie 1918 roku dwie kompanie marszowe „Odsieczy Lwowa” pod Lwów.
W okresie organizacji pułk pełnił służbę na niespokojnym podówczas pograniczu polsko–niemieckim. 31 grudnia 1918 roku jego II batalion wyruszył na front. Po przybyciu do Hrubieszowa, batalion pozostał na miejscu, wysyłając na pierwszą linię poszczególne kompanie. I tak: kompania 5. wszedłszy w skład grupy kapitana Meraka, działała w obszarze Uchrynowa, staczając zaciętsze boje pod Sulimowem i Dołhobyczowem, 6. kompania wzmocniła grupę majora Bończy–Uzdowskiego, walczącą w obronie Włodzimierza Wołyńskiego i odznacza się w wypadzie na Wojnicę i w walkach we Włodzimierzu. W lutym 1919 zmienia ją kompania 7., która bierze udział w wypadzie na Iwanicze, a następnie pod dowództwem majora Lisa–Kuli – na Poryck. W tym okresie kompania 8. dozorowała przeprawy na Bugu, w okolicy Uściługa i Horodła. W kwietniu 1919 wszystkie kompanie ściągnięto do Włodzimierza Wołyńskiego. Od tej chwili II batalion 27 pp występuje w całości.
Rozkazem Naczelnego Wodza z 14 maja 1919 roku została powołana na obszarze Okręgu Generalnego Kielce w rejonie Częstochowy 7 Dywizja Piechoty. Dywizja w okresie wojny o granice funkcjonowała w składzie dwóch brygad piechoty, brygady kawalerii, pułku artylerii oraz służb. 27 pułk piechoty wspólnie z 11 pułkiem piechoty wchodził w skład XIV Brygady Piechoty.
W połowie maja 1919 oddziały polskie w Małopolsce Wschodniej i na Wołyniu podejmują działania zaczepne. II batalion, skierowany wraz z innymi oddziałami na Łuck odrzuca z drogi nieprzyjaciela i 16 maja zajmuje Łuck. Wchodził w tym czasie w skład Grupy generała Henryka Minkiewicza (Grupa operacyjna „Bug”). Stąd został skierowany do obszaru Brodów współdziałając w obronie tego miasta z grupą „Bug”. W jej składzie batalion przeprowadził w drugiej połowie czerwca manewr odwrotowy, a w zarządzonym niezwłocznie przeciwnatarciu powrócił na poprzednie pozycje.
12 sierpnia 1919 batalion ściągnięto z frontu i odesłano do Częstochowy, gdzie połączył się z pułkiem. Pod koniec sierpnia 1919 7 Dywizja Piechoty pełniła służbę ubezpieczeniową na Śląsku Cieszyńskim. Pierwszy i trzeci batalion pułku obsadził odcinek od Frysztatu do Dziedzic, a drugi batalion pozostawał w Skoczowie wykorzystując czas na reorganizację, uzupełnienie braków organizacyjnych i wyszkoleniowych. Na tym terenie pułk przebywał do połowy lutego 1920 roku, następnie wraca do koszar Zawady.
W grudniu 1919 batalion zapasowy pułku stacjonował w Częstochowie.
1 marca 1920 pułk przybył na front wschodni, a po krótkim pobycie w Zdołbunowie przyjechał do Zwiachla, gdzie w drugiej połowie marca, w obronie ruchowej przedmieścia, przeszedł swój chrzest ogniowy, jako całość. Następnie pułk zajął odcinek Czyżówka–Seredy, broniąc Zwiachla z kierunku północnego. Zadanie swoje rozwiązał pułk czynnie, przeprowadzając cały szereg wypadów.
W końcu kwietnia 1920 Naczelny Wódz, Marszałek Polski Józef Piłsudski, podjął działania mające na celu rozbicie wojsk radzieckich na Ukrainie i osiągnięcie linii Dniepru. 27 pułk piechoty osłaniając od południa 3 Armię generała Śmigłego–Rydza osiągnął obszar Skwiry stając tam w pozycji obronnej. W końcu maja front na Ukrainie ożywia się. Na przedpolu Skwiry i Szamrajówki wywiązują się przy współudziale 27 pułku piechoty walki, w których Polacy usiłują rozbić grupujące się oddziały jazdy Budionnego. Znaczniejsze boje stoczono w pierwszych dniach czerwca w wypadach na Tatarynówkę i Antonowo, gdzie żołnierz pułku świetnie dotrzymywał pola silnym zgrupowaniom jazdy Budionnego. 5 czerwca 1920 armia konna Budionnego uderza pod Samhorodkiem i przerwawszy front polski, dąży pośpiesznie w kierunku Żytomierza. Polacy rozpoczynają odwrót. 27 pułk piechoty maszerując przez Wasilków, Radomyśl, Borszczów, spotyka 14 czerwca wieczorem pod Torczynem, 4 Dywizję Jazdy rosyjskiej zagradzającą dalszą drogę odwrotu. Pułk będąc wówczas w straży przedniej XIV Brygady Piechoty, uderza niezwłocznie na nieprzyjaciela i rozbija go, biorąc bogatą zdobycz. Nazajutrz Rosjanie skupiają rozproszone oddziały i parokrotnie ścierają się z pułkiem, usiłując za wszelką cenę powstrzymać Polaków w dalszym marszu. Za każdym jednak razem ulegają, nie mogąc dotrzymać pola żołnierzom 27 pp.
Boje z jazdą Budionnego w obszarze Torczyna okryły 27 pp dobrze zasłużoną sławą. Dzień 15 czerwca, dzień patronki Matki Boskiej Nieustającej Pomocy, stał się dniem święta pułkowego. W dalszym odwrocie pułk zatrzymuje się w przejściowej obronie nad rzekami Usz i Uborć, a po ciężkim i krwawym boju pod Jwaczanami i Rudnią Radowelską, cofa się na Słucz i Stochód, po czym zatrzymuje się na linii górnego Bugu. Biorąc udział w osłonie koncentracji grupy manewrowej Naczelnego Wodza. 27 pułk piechoty bije się w składzie 7 Dywizji Piechoty w obszarze na wschód od Chełma, powstrzymując w ruchowej obronie oddziały 12 Armii Rosyjskiej. W pierwszych dniach września 1920 3 Armia Polska ruszyła znad Bugu do ofensywy. 27 pułk piechoty forsował Bug w Malczach i posuwał się w walkach na Kowel. Nieprzyjaciel nie stawiał na drodze poważniejszego oporu i w pościgu pułk dotarł do rzeki Stochód, a następnie nad rzekę Horyń. Tu zastało go zawieszenie broni, które kładło kres wojnie polsko–bolszewickiej 1919–1920. Tutaj pełnił służbę na linii demarkacyjnej do czasu ratyfikacji pokoju. W kwietniu 1921 roku pułk powrócił do Częstochowy.
Po zakończeniu walk na froncie wschodnim, w kwietniu 1921, dokonano podsumowania kampanii. 27 pułk piechoty poniósł wielkie straty: śmiercią walecznych zginęło 14 oficerów i 143 szeregowych, w bezimiennych mogiłach legło ponad 100 szeregowych. Rannych zostało 960 żołnierzy. Za wybitne czyny bojowe, za dzielność i męstwo w obliczu nieprzyjaciela srebrny krzyż Virtuti Militari V klasy otrzymało 35 żołnierzy, a Krzyż Walecznych 80 żołnierzy.
Zebrali też wiele pochwał ze strony najwyższego dowództwa armii. Na terenie operacyjnym pułk zdobył: parę tysięcy jeńców, 25 dział, 100 karabinów maszynowych, 12 samochodów pancernych.
12 października 1921 roku Józef Piłsudski niespodziewanie odwiedził Jasną Górę i wizytował miejsce stacjonowania 27 pułku piechoty. Wizytacja musiała wypaść nadzwyczaj dobrze, skoro niedługo po tym zapadła decyzja o udziale pułku w przyłączeniu Śląska do Polski. Rozkazem Ministra Spraw Wojskowych pułk został wcielony w skład Armii Śląskiej (dowódca gen. broni Stanisław Szeptycki) i 22 czerwca 1922, 27 pp otrzymał rozkaz (pokojowego) przejęcia z rąk niemieckich Tarnowskich Gór i okolic. W sierpniu 1922, po wykonaniu zadania pułk powrócił do Częstochowy.
| Obsada personalna pułku w 1920 | Obsada personalna pułku w 1920          |
| Stanowisko                     | Stopień, imię i nazwisko                |
| ------------------------------ | --------------------------------------- |
| Dowódca                        | ppłk Paweł Wierzbicki                   |
| Adiutant                       | por. Zygmunt Kałapski                   |
| Oficer broni                   | por. Wiktor Biegański                   |
| Lekarz                         | por. lek. Rajmund Barański              |
| Kapelan                        | ks. Zygmunt Przyjemski                  |
| Oficer łączności               | ppor. Jan Go sławski                    |
| Dowódca taborów                | por. Kazimierz Zieliński                |
| Dowódca I batalionu            | por. Władysław Kański                   |
| Adiutant                       | por. Aleksander Karsz                   |
| Lekarz                         | ppor. lek. Włodzimierz Czerny           |
| Dowódca 1 kompanii             | ppor. Zbigniew Kajetanowicz ?           |
| Dowódca 2 kompanii             | ppor. Jan Rochowicz                     |
| Dowódca 3 kompanii             | ppor. Stanisław Cielemencki ?           |
| Dowódca 4 kompanii             | ppor. Stanisław Kumorek                 |
| Dowódca 1 kompanii km          | por. Józef Stankiewicz                  |
| Dowódca plutonu                | ppor. Romuald Jaszczanin                |
| Dowódca 11 batalionu           | kpt. Borys Fournier                     |
| Adiutant                       | ppor. Ludwik Ładziński                  |
| Oficer prowiantowy             | urz. wojsk. XI r. Stanisław Szczytowski |
| Oficer kasowy                  | ppor. Teodor Albiński                   |
| Dowódca 5 kompanii             | por. Antoni Górniewicz                  |
| Dowódca 6 kompanii             | ppor. Eugeniusz Janowski                |
| Dowódca 7 kompanii             | por. Ignacy Burczyński                  |
| Dowódca 8 kompanii             | por. Jakub Zamojski                     |
| Dowódca 2 kompanii km          | ppor. Sylwester Szymański               |
| Dowódca III batalionu          | kpt. Witold Stankiewicz                 |
| Lekarz                         | ppor. lek. dr Chaim Gutsztadt           |
| Lekarz                         | ppor. lek. dr Joachim Margulies         |
| Dowódca 9 kompanii             | ppor. Wacław Ożyński                    |
| Dowódca 10 kompanii            | ppor. Tadeusz Chmielowski               |
| Dowódca 11 kompanii            | ppor. Ignacy Włostowski                 |
| Dowódca plutonu                | ppor. Jerzy Arot                        |
| Dowódca 12 kompanii            | ppor. Gustaw Janecki                    |
| Dowódca 3 kompanii km          | ppor. Zygmunt Krenżel                   |
| Dowódca kompanii technicznej   | por. Stefan Kałęcki                     |
| Dowódca plutonu                | por. Władysław Anuszewski               |
| Dowódca 4 kompanii km          | por. Stanisław Bielecki                 |

### Kawalerowie Virtuti Militari

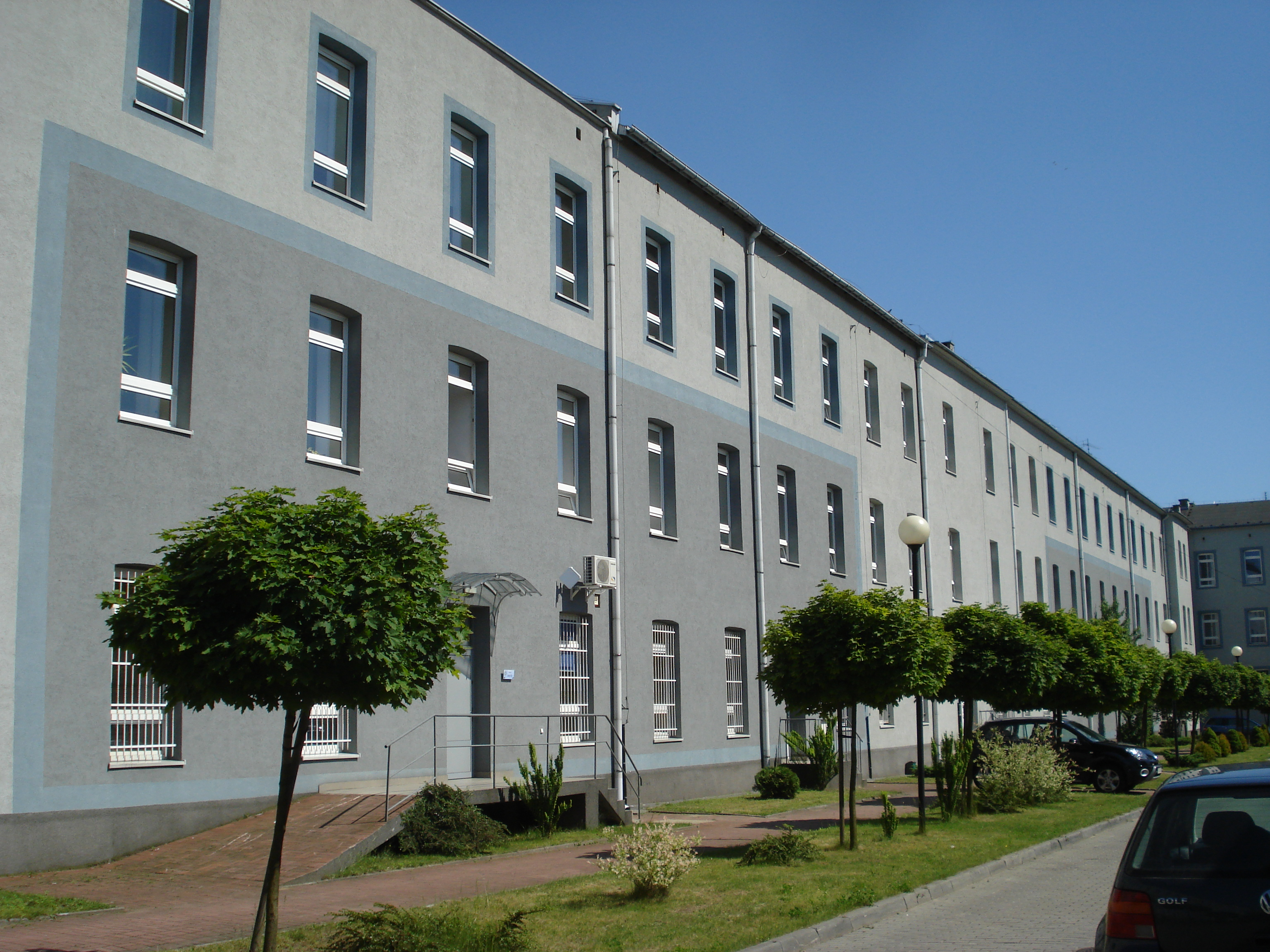
Koszary pułku, obecnie gmach Politechniki Częstochowskiej.

| Żołnierze pułku odznaczeni Krzyżem Srebrnym Orderu Wojskowego Virtuti Militari za wojnę 1918-1920. | Żołnierze pułku odznaczeni Krzyżem Srebrnym Orderu Wojskowego Virtuti Militari za wojnę 1918-1920. | Żołnierze pułku odznaczeni Krzyżem Srebrnym Orderu Wojskowego Virtuti Militari za wojnę 1918-1920. |
| -------------------------------------------------------------------------------------------------- | -------------------------------------------------------------------------------------------------- | -------------------------------------------------------------------------------------------------- |
| sierż. Stanisław Bedka                                                                             | ś.p. szer. Mikołaj Bobrowski                                                                       | sierż. Stanisław Boliński                                                                          |
| por. Ignacy Burczyński                                                                             | kpr. Michał Cechowicz                                                                              | szer. Józef Dymarczyk                                                                              |
| kpt. Borys Fournier                                                                                | szer. Ludwik Garyga                                                                                | por. Antoni Górniewicz                                                                             |
| ppor. Gustaw Janecki                                                                               | ppor. Eugeniusz Janowski                                                                           | plut. Stanisław Jasiński                                                                           |
| plut. Józef Kordaczyk                                                                              | st. szer. Andrzej Kuchta                                                                           | sierż. Wawrzyniec Kudła                                                                            |
| ś.p. plut. Stanisław Kulesza                                                                       | ppor. Stanisław Kumorek                                                                            | szer. Bronisław Kwecko                                                                             |
| ś.p. pchor. Miron Łosiewicz                                                                        | ś.p. sierż. Jan Mastalerz                                                                          | sierż. Andrzej Mercik                                                                              |
| ś.p. pchor. Bronisław Mikołajczyk                                                                  | ś.p. st. szer. Feliks Myśliwiec                                                                    | ś.p. st. szer. Jan Nagiel                                                                          |
| ppor. Alfred Peszke                                                                                | ś.p. por. Marian Raczyński                                                                         | por. Józef Edmund Stankiewicz                                                                      |
| kpt. Witold Stankiewicz                                                                            | sierż. Władysław Szczęsny                                                                          | sierż. Jacek Jacenty Tomaszewski                                                                   |
| st. sierż. Feliks Watala                                                                           | sierż. Marcin Wielgosz                                                                             | ppor. Ignacy Włostowski                                                                            |
| kpr. Władysław Zagrodzki                                                                           | ś.p. por. Antoni Zawadzki                                                                          | |

35 żołnierzy pułku zostało odznaczonych Krzyżem Srebrnym Orderu Wojennego Virtuti Militari za wojnę 1918–1920, a kolejnych 80 żołnierzy zostało odznaczonych Krzyżem Walecznych.

## Pułk w okresie pokoju
W okresie międzywojennym 27 pułk piechoty stacjonował na terenie Okręgu Korpusu Nr IV w garnizonie Częstochowa, w koszarach „Zawady” ul. gen. J. H. Dąbrowskiego (obecnie gmach główny Politechniki Częstochowskiej). Kadra batalionu zapasowego stacjonowała w Piotrkowie. Pułk wchodził w skład 7 Dywizji Piechoty.
W 1923 r. z inicjatywy kadry oficerskiej założono w Częstochowie Wojskowy Klub Sportowy 27 pp. Klub prowadził osiem sekcji, z których najważniejsza była lekkoatletyczna. WKS 27 pp był organizatorem licznych zawodów sportowych, wielokrotnie był gospodarzem rozgrywanych co roku mistrzostw lekkoatletycznych 7 Dywizji Piechoty. Obiektem sportowym klubu stał się wcześniejszy plac apelowy przy koszarach, obecnie Miejski Stadion Lekkoatletyczny w Częstochowie.
Na podstawie rozkazu wykonawczego Ministerstwa Spraw Wojskowych do Departamentu Piechoty o wprowadzeniu organizacji piechoty na stopie pokojowej PS 10–50 z 1930 roku, w Wojsku Polskim wprowadzono trzy typy pułków piechoty. 27 pułk piechoty zaliczony został do typu I pułków piechoty (tzw. „normalnych”). W każdym roku otrzymywał około 610 rekrutów. Stan osobowy pułku wynosił 56 oficerów oraz 1500 podoficerów i szeregowców. W okresie zimowym posiadał batalion starszego rocznika, batalion szkolny i skadrowany, w okresie letnim zaś batalion starszego rocznika i dwa bataliony poborowych.
Począwszy od roku szkolnego 1932/1933 w pułku prowadzono Dywizyjne Kursy Podchorążych Rezerwy Piechoty, prowadzone dla żołnierzy wszystkich pułków piechoty 7 Dywizji Piechoty.
W pułku zorganizowano też specjalną kompanię dla opóźnionych, która szkoliła rekrutów dla potrzeb całego DOK. Żołnierze ci wcześniej z różnych przyczyn opóźnili swoje stawiennictwo w macierzystej jednostce.
| Obsada personalna i struktura organizacyjna w marcu 1939 | Obsada personalna i struktura organizacyjna w marcu 1939 |
| Stanowisko                                               | Stopień, imię i nazwisko                                 |
| Dowództwo, kwatermistrzostwo i pododdziały specjalne     | Dowództwo, kwatermistrzostwo i pododdziały specjalne     |
| -------------------------------------------------------- | -------------------------------------------------------- |
| dowódca pułku                                            | płk dypl. Franciszek Tomsa-Zapolski                      |
| I zastępca dowódcy                                       | ppłk Bronisław Panek                                     |
| w dyspozycji dowódcy                                     | mjr kontr. Bazyli Czabanowski                            |
| adiutant                                                 | kpt. Józef Bolesław Grabiński                            |
| starszy lekarz                                           | mjr dr Tadeusz Marian Wiszniewski                        |
| młodszy lekarz                                           | ppor. lek. Jerzy Kurowski                                |
| II zastępca dowódcy (kwatermistrz)                       | mjr Zygmunt Ligarzewski                                  |
| oficer mobilizacyjny                                     | kpt. adm. (piech.) Józef II Ptaszyński                   |
| zastępca oficera mobilizacyjnego                         | kpt. Józef Prus                                          |
| oficer administracyjno-materiałowy                       | kpt. Leon Janik                                          |
| oficer gospodarczy                                       | kpt. adm. (piech) Bronisław Stojaczyk                    |
| oficer żywnościowy                                       | por. Feliks Kościuga                                     |
| oficer taborowy                                          | kpt. tab. Maksymilian Szałek                             |
| kapelmistrz                                              | por. adm. (kapelm.) Bolesław Grzewiński                  |
| dowódca plutonu łączności                                | por. Władysław Kozłowski                                 |
| dowódca plutonu pionierów                                | por. Jan Kowalski                                        |
| dowódca plutonu artylerii piechoty                       | kpt. art. Marian Konrad Pazelt                           |
| dowódca plutonu ppanc.                                   | por. Michał Stanisław Chiłmicki                          |
| dowódca oddziału zwiadu                                  | ppor. Stefan Józef Sowicki                               |
| I batalion                                               |                                                          |
| dowódca batalionu                                        | mjr Józef Herzog                                         |
| dowódca 1 kompanii                                       | p.o. por. Jakub Korczyk                                  |
| dowódca plutonu                                          | ppor. Henryk Lucjan Puchalski                            |
| dowódca 2 kompanii                                       | kpt. Marian Kiełczewski                                  |
| dowódca plutonu                                          | por. Władysław Bolesław Czekalski                        |
| dowódca plutonu                                          | ppor. Edmund Andrzej Sienkowski                          |
| dowódca 3 kompanii                                       | kpt. Hipolit Ogórkiewicz                                 |
| dowódca plutonu                                          | ppor. Wacław Ząbek                                       |
| dowódca 1 kompanii km                                    | por. Stefan Kaźmierski                                   |
| dowódca plutonu                                          | ppor. Marian Danielewicz                                 |
| II batalion                                              |                                                          |
| dowódca batalionu                                        | mjr Marian II Szulc                                      |
| dowódca 4 kompanii                                       | kpt. Władysław Rolski                                    |
| dowódca plutonu                                          | ppor. Antoni Bochniak                                    |
| dowódca 5 kompanii                                       | kpt. Stanisław II Ostaszewski                            |
| dowódca plutonu                                          | ppor. Jerzy Alojzy Dyakowski                             |
| dowódca 6 kompanii                                       | por. Jan Jerzy Łodziński                                 |
| dowódca plutonu                                          | ppor. Stanisław Boleń                                    |
| dowódca 2 kompanii km                                    | kpt. Jan Płaneta                                         |
| dowódca plutonu                                          | ppor. Zdzisław Marian Żelechowski                        |
| III batalion                                             |                                                          |
| dowódca batalionu                                        | ppłk dypl. Michał Maćkowski                              |
| dowódca 7 kompanii                                       | kpt. Roman Edward Sulgostowski                           |
| dowódca plutonu                                          | ppor. Mirosław Dyrr                                      |
| dowódca 8 kompanii                                       | kpt. Wacław Ludwik Respondek                             |
| dowódca plutonu                                          | por. Marian Antoni Długołęcki                            |
| dowódca 9 kompanii                                       | por. Brunon Kurzawa                                      |
| dowódca plutonu                                          | ppor. Jan Nepomucen Strzelecki                           |
| dowódca 3 kompanii km                                    | por. Eugeniusz Bednarski                                 |
| dowódca plutonu                                          | ppor. Piotr Paweł Bryjak                                 |
| na kursie                                                | kpt. Jan Mirosławski                                     |
| Dywizyjny Kurs Podchorążych Rezerwy 7 DP                 |                                                          |
| dowódca                                                  | mjr Zygmunt Żywocki                                      |
| dowódca plutonu                                          | por. Zdzisław Antoni Bukojemski                          |
| dowódca plutonu                                          | por. Eugeniusz Michał Rodak                              |
| dowódca plutonu                                          | por. Zygmunt Szewczyk                                    |
| dowódca plutonu                                          | ppor. Arkadiusz Ordyński                                 |
| 27 obwód przysposobienia wojskowego „Częstochowa”        |                                                          |
| kmdt obwodowy PW                                         | kpt. piech. Jerzy Grzegorz Grębocki                      |
| kmdt miejski PW Częstochowa                              | kpt. piech. Antoni Górniewicz                            |
| kmdt powiatowy Radomsko                                  | kpt. adm. (piech.) Eugeniusz Buba                        |
| kmdt powiatowy Włoszczowa                                | kpt. kontr, piech. Stanisław Matuszewski                 |

## Pułk w kampanii wrześniowej

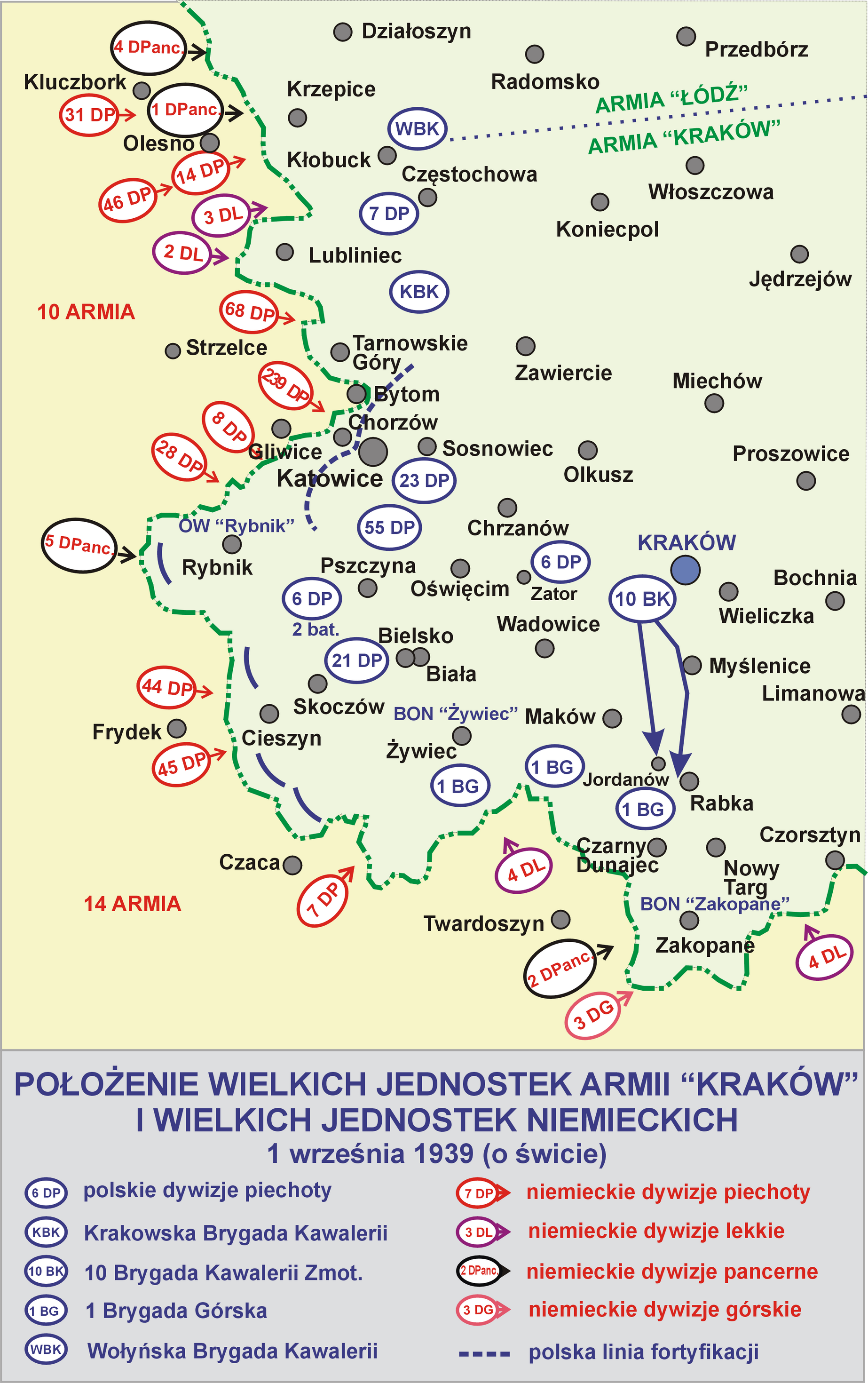
Pułk walczył w składzie 7DP

| Struktura organizacyjna i obsada personalna we wrześniu 1939 | Struktura organizacyjna i obsada personalna we wrześniu 1939 |
| Stanowisko                                                   | Stopień, imię i nazwisko                                     |
| Dowództwo                                                    | Dowództwo                                                    |
| ------------------------------------------------------------ | ------------------------------------------------------------ |
| dowódca pułku                                                | ppłk Bronisław Panek                                         |
| I adiutant                                                   | kpt. Józef Grabiński                                         |
| II adiutant                                                  | por. Władysław Kozłowski                                     |
| II adiutant                                                  | por. Jakub Korczyk                                           |
| oficer informacyjny                                          | N.N.                                                         |
| oficer łączności                                             | por. Władysław Kozłowski                                     |
| kwatermistrz                                                 | kpt. Leon Janik                                              |
| oficer płatnik                                               | ppor. rez. Franciszek Urbański                               |
| oficer żywnościowy                                           | por. Kiełbik                                                 |
| naczelny lekarz                                              | kpt. dr Ajzyk (Adam) Wolberg                                 |
| kapelan                                                      | N.N.                                                         |
| dowódca kompanii przeciwpancernej                            | por. Michał Chełmicki                                        |
| dowódca plutonu artylerii piechoty                           | kpt. art. Marian Pazelt † 10 IX Stężyca                      |
| dowódca 1 działonu                                           | plut. zaw. Zieliński                                         |
| dowódca 2 działonu                                           | plut. zaw. Adam Radziech                                     |
| dowódca kompanii zwiadowców                                  | ppor. Stefan Sowicki                                         |
| dowódca kompanii gospodarczej                                | N.N.                                                         |
| dowódca plutonu łączności                                    | ppor. rez. Jan Sołtysiak                                     |
| dowódca plutonu pionierów                                    | N.N.                                                         |
| dowódca plutonu przeciwgazowego                              | N.N.                                                         |
| I batalion                                                   |                                                              |
| dowódca I batalionu                                          | mjr Marian Szulc                                             |
| adiutant batalionu                                           | ppor. rez. Stanisław Szymański                               |
| oficer łączności                                             | ppor. rez. Kazimierz Płazak                                  |
| oficer płatnik                                               | ppor. rez. Kazimierz Organa                                  |
| oficer żywnościowy                                           | ppor. rez. Ptaszyński                                        |
| lekarz                                                       | ppor. rez. lek. Kazimierz Borkowski                          |
| dowódca 1 kompanii strzeleckiej                              | por. Jan Łodziński                                           |
| dowódca 2 kompanii strzeleckiej                              | kpt. Marian Kiełczewski                                      |
| dowódca 3 kompanii strzeleckiej                              | por. rez. Stanisław Trząski                                  |
| dowódca 1 kompanii cekaemów                                  | por. Stefan Kaźmierski                                       |
| II batalion                                                  |                                                              |
| dowódca II batalionu                                         | mjr Zygmunt Bolesław Żywocki                                 |
| adiutant batalionu                                           | por. rez. dr Stanisław Podlewski                             |
| dowódca 4 kompanii strzeleckiej                              | por. rez. Stefan Czechowski                                  |
| dowódca 5 kompanii strzeleckiej                              | por. Jakub Korczyk                                           |
| dowódca 6 kompanii strzeleckiej                              | ppor. Arkadiusz Ordyński                                     |
| dowódca 2 kompanii cekaemów                                  | por. Władysław Czekalski                                     |
| III batalion                                                 |                                                              |
| dowódca III batalionu                                        | mjr Stanisław Leopold Kulig-Lang                             |
| adiutant batalionu                                           | ppor. rez. Józef Steczko                                     |
| dowódca 7 kompanii strzeleckiej                              | kpt. Jerzy Grębocki                                          |
| dowódca 8 kompanii strzeleckiej                              | por. Feliks Kościuga                                         |
| dowódca 9 kompanii strzeleckiej                              | kpt. Władysław Rolski †1940 Charków                          |
| dowódca 3 kompanii cekaemów                                  | por. Eugeniusz Bednarski                                     |

## Symbole pułku

### Sztandar
Żołnierze pierwszych kompanii pułku wychodzących w bój w 1918 pochodzili z powiatów częstochowskiego i wieluńskiego, dlatego nie należy się dziwić, że ludność tych powiatów ufundowała sztandar dla swojego pułku. Znakiem tego są wyhaftowane w rogach płachty sztandaru herby Częstochowy i Wielunia. W dwóch pozostałych rogach umieszczono datę powstania pułku i cyfrę numeru pułku, w środku widniał orzeł państwowy. Sztandar przekazany przez przedstawicieli ofiarodawców reprezentowanych przez Koło Polek 31 października 1921 Pierwszemu Marszałkowi Polski Józefowi Piłsudskiemu został następnie 13 listopada 1921 uroczyście wręczony przez Marszałka w Belwederze delegacji pułkowej. Uroczyste poświęcenie sztandaru na Jasnej Górze w Częstochowie w obecności Pierwszego Marszałka Polski Józefa Piłsudskiego i ponowne przekazanie go Pułkowi odbyły się 15 lutego 1922. Ten gest Marszałka (dwukrotne wręczanie sztandaru) został odebrany przez żołnierzy i społeczeństwo jako niespotykane wyróżnienie dla pułku za nieustępliwą walkę z Armią Konną Budionnego.
W czasie walk kampanii wrześniowej 1939 roku sztandar 27 pułku piechoty zaginął. Na krótko pojawił się w Częstochowie w 1945 roku. Zaginął ponownie w 1952 roku. Odnaleziony ponownie w Częstochowie w 1996 roku, został przekazany do Muzeum Wojska Polskiego w Warszawie.

### Odznaka pamiątkowa
23 kwietnia 1929 roku Minister Spraw Wojskowych marszałek Polski Józef Piłsudski zatwierdził wzór i regulamin odznaki pamiątkowej 27 pułku piechoty.
Odznaka o wymiarach 40 × 40 mm ma kształt krzyża maltańskiego w barwach piechoty, którego ramiona są połączone wieńcem laurowym. W środku na skrzyżowaniu dwóch mieczy znajduje się orzeł biały, trzymający w swych szponach tabliczkę z cyfrą pułku. Były dwie odmiany odznaki: oficerska i podoficerska. Odznakę wręczał dowódca pułku w dniu święta pułkowego. Wersja żołnierska – jednoczęściowa wykonana z tombaku srebrzonego i oksydowana. Wykonawcą odznaki był Wiktor Gontarczyk z Warszawy.

## Żołnierze pułku
Dowódcy pułku

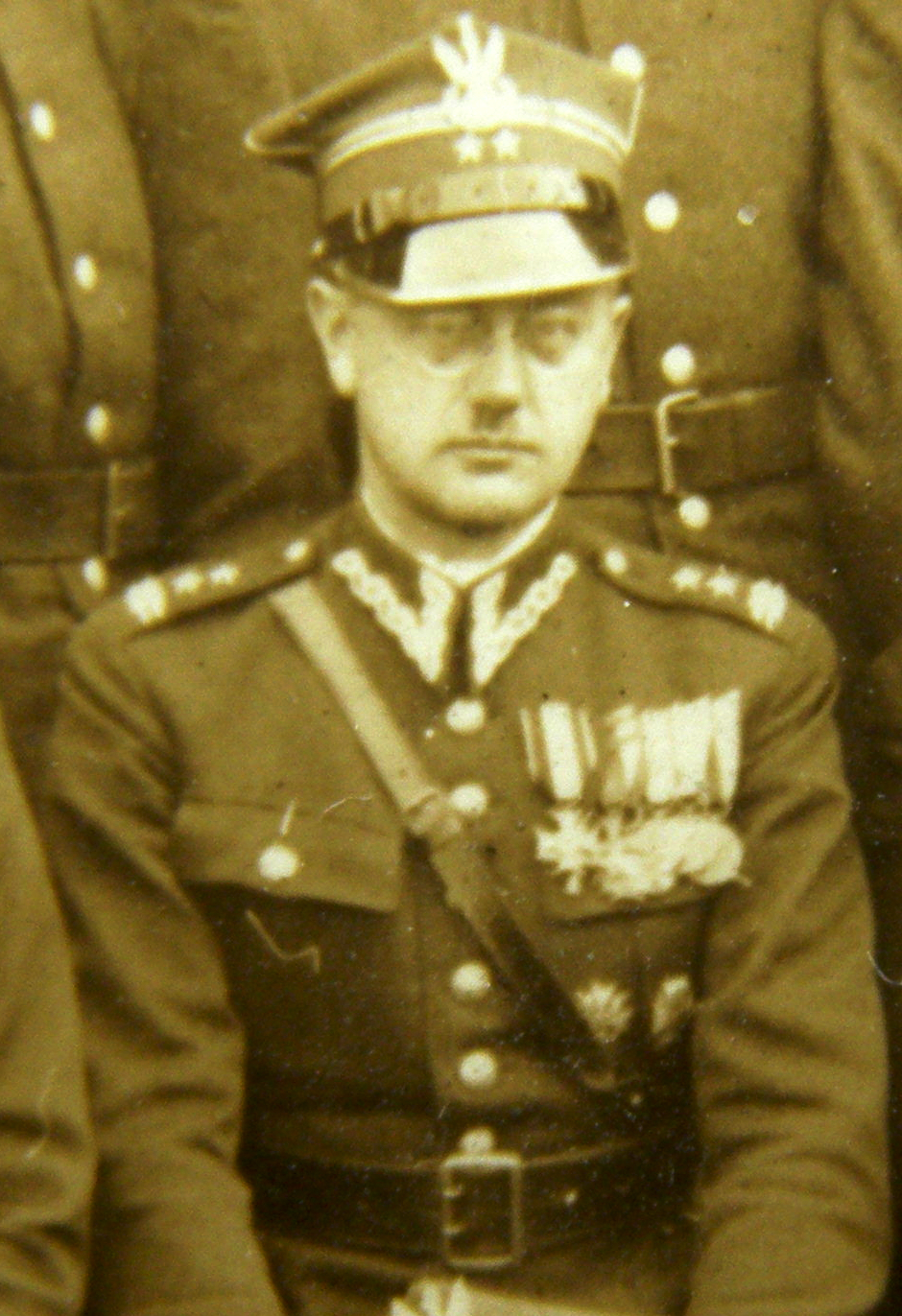
ppłk piech. Władysław Konrad Czapliński. Fotografia wykonana w Częstochowie 30 XI 1935. Na kieszeni munduru odznaka 27 pp.

- płk Antoni Jastrzębski (7 – 20 XI 1918)
- płk Włodzimierz Bokszczanin (21 XI 1918 – 26 IV 1919)
- ppłk Zygmunt Rust (27 IV – 5 XII 1919)
- ppłk Tadeusz Świderski (6 XII 1919 – 1 VII 1920)
- ppłk Paweł Wierzbicki (2 VII 1920 – 1 X 1921)
- płk piech. Edward Nowak (2 X 1921 – 1 XII 1923 → szef Wydziału Piechoty w Dep. I MSWojsk.[26])
- płk piech. Ignacy Sadowski (1 XII 1923 – 12 XII 1925)
- płk Eugeniusz Witwicki (23 I – 10 VII 1926)
- ppłk Henryk Pęczalski (11 VII 1926 – 19 II 1927)
- ppłk Ludwik Okoński (20 II 1927 – 4 II 1928)
- płk dypl. Wacław Stachiewicz (26 III 1928 – 16 II 1929)
- ppłk dypl. Józef Zborzil (14 II 1929[27] – XI 1930[28])
- ppłk piech. Władysław Konrad Czapliński (21 I 1931 – 30 VI 1936 → stan spoczynku)
- ppłk piech. Bronisław Panek (p.o. 17 VII 1935 – 15 VII 1936)
- płk dypl. Franciszek Tomsa-Zapolski (do III 1939 → kwatermistrz OK V)
- ppłk piech. Bronisław Panek (p.o. XI 1938 – III 1939 i dowódca III–IX 1939)

Zastępcy dowódcy pułku (od 1 IV 1938 – I zastępca dowódcy pułku)
- mjr / ppłk piech. Henryk Pęczalski (1 X 1922[29][30] – I 1928 → dyspozycja dowódcy OK IV[31][32])
- ppłk piech. Marian Hyla (IV – XI 1928 → dowódca 8 baonu granicznego)
- mjr / ppłk piech. Franciszek Józef Sękara (XI 1928[33] – VI 1933 → praktyka poborowa w PKU Wadowice[34])
- ppłk piech. Franciszek II Studziński (28 VI 1933 – 4 VII 1935 → zastępca dowódcy 12 pp)
- ppłk piech. Bronisław Panek (4 VII 1935 – III 1939 → dowódca 27 pp)
- ppłk dypl. piech. Michał Maćkowski (1 XI 1937 – 25 VIII 1939 → szef Wydziału OdeB Oddziału I Sztabu NW)

II zastępcy dowódcy pułku – kwatermistrzowie
- mjr piech. Zygmunt Ligarzewski (VIII 1935[35] – VIII 1939)

### Żołnierze 27 pułku piechoty – ofiary zbrodni katyńskiej
Biogramy ofiar zbrodni katyńskiej znajdują się między innymi w bazach udostępnionych przez Ministerstwo Kultury i Dziedzictwa Narodowego oraz Muzeum Katyńskie
| Nazwisko i imię       | stopień    | zawód                 | miejsce pracy przed mobilizacją           | zamordowany |
| --------------------- | ---------- | --------------------- | ----------------------------------------- | ----------- |
| Badeński Marian       | ppor. rez. |                       |                                           | Katyń       |
| Bartnik Stefan        | ppor. rez. | nauczyciel            | kierownik szkoły w Ganie k. Praszki       | Katyń       |
| Bednarek Leon         | ppor. rez. | nauczyciel            | Szkoła Powszechna w Trauguttówce          | Katyń       |
| Dyga Józef Ignacy     | ppor. rez. | urzędnik              | Bank Ludowy w Częstochowie                | Katyń       |
| Górecki Antoni        | ppor. rez. | nauczyciel            | szkoła w Kuźnicy Grabowskiej              | Katyń       |
| Jaszcz Marian Zenon   | ppor. rez. | urzędnik skarbowy     | pracował w Częstochowie                   | Katyń       |
| Kasprzyk Marian       | por. rez.  | nauczyciel            | szkoła powszechna w pow. radomszczańskim  | Katyń       |
| Kluza Bronisław       | ppor. rez. | nauczyciel            | szkoła w Przyrowie                        | Katyń       |
| Majeran Józef         | ppor. rez. | prawnik               | dyr. Komunalnej Kasy Oszczędności w Turku | Katyń       |
| Maliński Roman        | ppor. rez. | technik włókiennictwa |                                           | Katyń       |
| Matyjaszczyk Tomasz   | ppor. rez. | nauczyciel            |                                           | Katyń       |
| Nelken Samuel         | ppor. rez. | handlowiec            |                                           | Katyń       |
| Noga Walenty          | ppor. rez. | inżynier hydrolog     |                                           | Katyń       |
| Okularczyk Jan        | ppor. rez. | inżynier              |                                           | Katyń       |
| Pawełczyk Marian      | por. rez.  | nauczyciel            | szkoła w Częstochowie                     | Katyń       |
| Rakowski Jan          | ppor. rez. | nauczyciel            | kier. Szkoły Powszechnej w Kuźnicy        | Katyń       |
| Rumianek Stanisław    | ppor. rez. | nauczyciel            | szkoła powszechna w Częstochowie          | Katyń       |
| Skrzyszewski Jan      | ppor. rez. | nauczyciel            | szkoła w Lesiowie                         | Katyń       |
| Stojaczyk Bronisław   | kapitan    | żołnierz zawodowy     | oficer gospodarczy 27 pp                  | Katyń       |
| Sularz Antoni         | ppor. rez. | nauczyciel            | kier. szkoły w Kromołowie                 | Katyń       |
| Trzepałka Maksymilian | ppor. rez. |                       | pracował w Izbicy k. Warszawy             | Katyń       |
| Wasilewski Jerzy      | ppor. rez. | nauczyciel            | szkoła w Węglowicach                      | Katyń       |
| Wawrzyniak Antoni     | ppor. rez. | nauczyciel            | szkoła powszechna w Chorzowie             | Katyń       |
| Wilk Władysław        | ppor. rez. | nauczyciel            | szkoła w Herbach Śląskich                 | Katyń       |
| Woźniak Zygmunt       | ppor. rez. | nauczyciel            | szkoła w Żarkach                          | Katyń       |
| Górniewicz Antoni     | kapitan    | żołnierz zawodowy     | kmdt miejski PW Częstochowa               | Charków     |
| Grott Mieczysław      | ppor. rez. |                       |                                           | Charków     |
| Janus Wincenty        | ppor. rez. | urzędnik              | Urząd Skarbowy w Lublinie                 | Charków     |
| Jopkiewicz Jerzy      | por. rez.  | mierniczy             | Zarząd Miejski w Piotrkowie Tryb.         | Charków     |
| Kagankiewicz Zygmunt  | ppor. rez. | nauczyciel            |                                           | Charków     |
| Klekociński Zenon ?   | porucznik  | żołnierz zawodowy     |                                           | Charków     |
| Kowalski Jan          | porucznik  | żołnierz zawodowy     | dowódca plutonu pionierów 27 pp           | Charków     |
| Maciejewski Jan       | por. rez.  | nauczyciel            |                                           | Charków     |
| Pastuszkiewicz Edward | ppor. rez. | technik               |                                           | Charków     |
| Podstawek Zygmunt     | ppor. rez. | technik włókiennictwa |                                           | Charków     |
| Włodarczyk Bolesław   | por. rez.  | nauczyciel            | kier. szkoły w Wierzbiu                   | Charków     |
| Zagórowicz Stefan     | ppor. rez. | nauczyciel            | szkoła w Radomsku                         | Charków     |
| Brągiel Józef         | kpt. rez.  | dr praw               | sędzia Sądu Apelacyjnego w Katowicach     | ULK         |